# 曲曲儿
曲曲儿（維吾爾語：چۆچۈرە‎）又被译为曲曲热、曲曲尔、曲曲、确曲儿、确曲热，是流行于维吾尔族地區群众中类似馄饨的传统面食。常见的曲曲儿馅由羊肉和洋葱组成，配有羊肉汤。

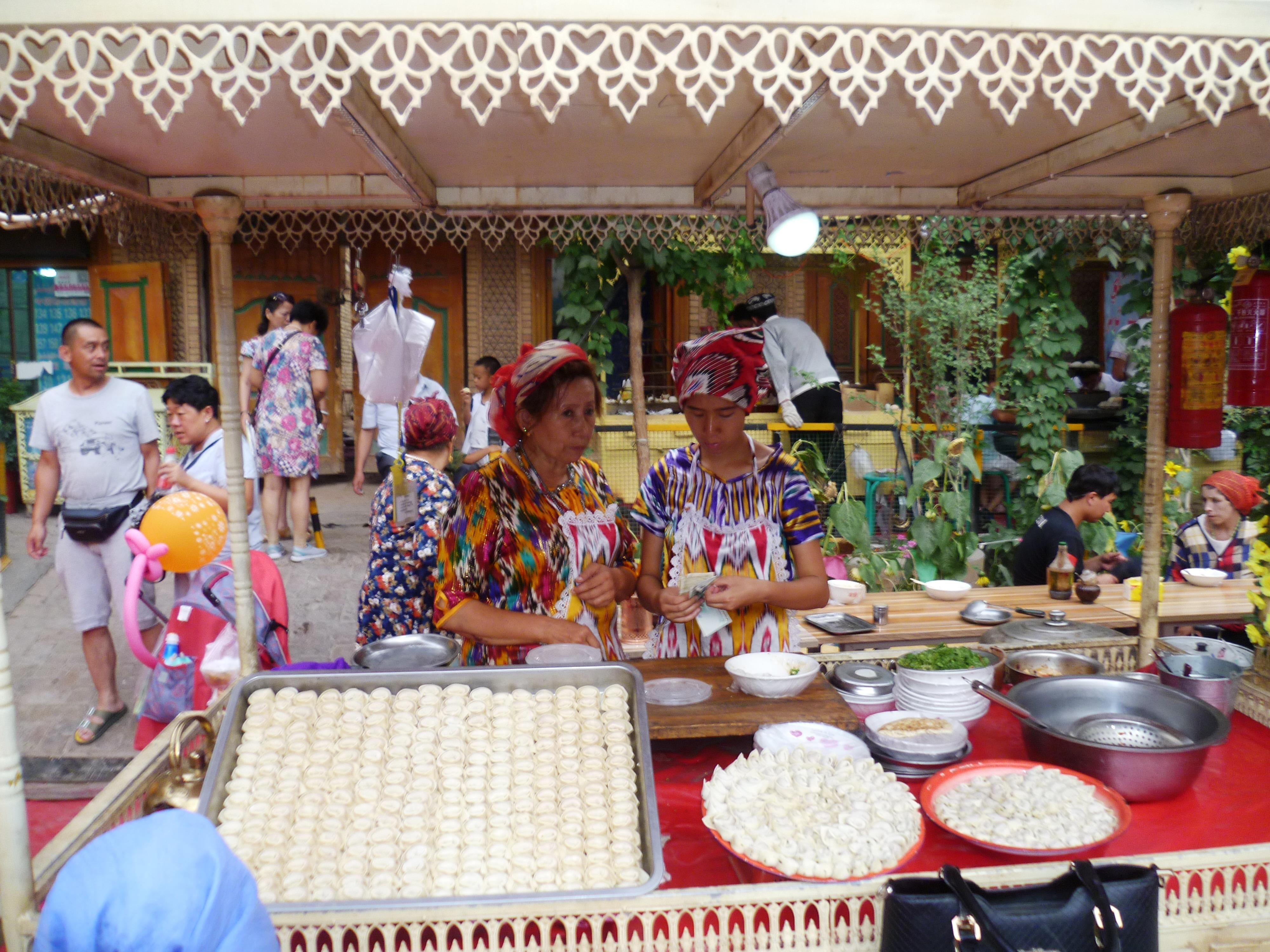
正在卖曲曲儿的维吾尔妇女

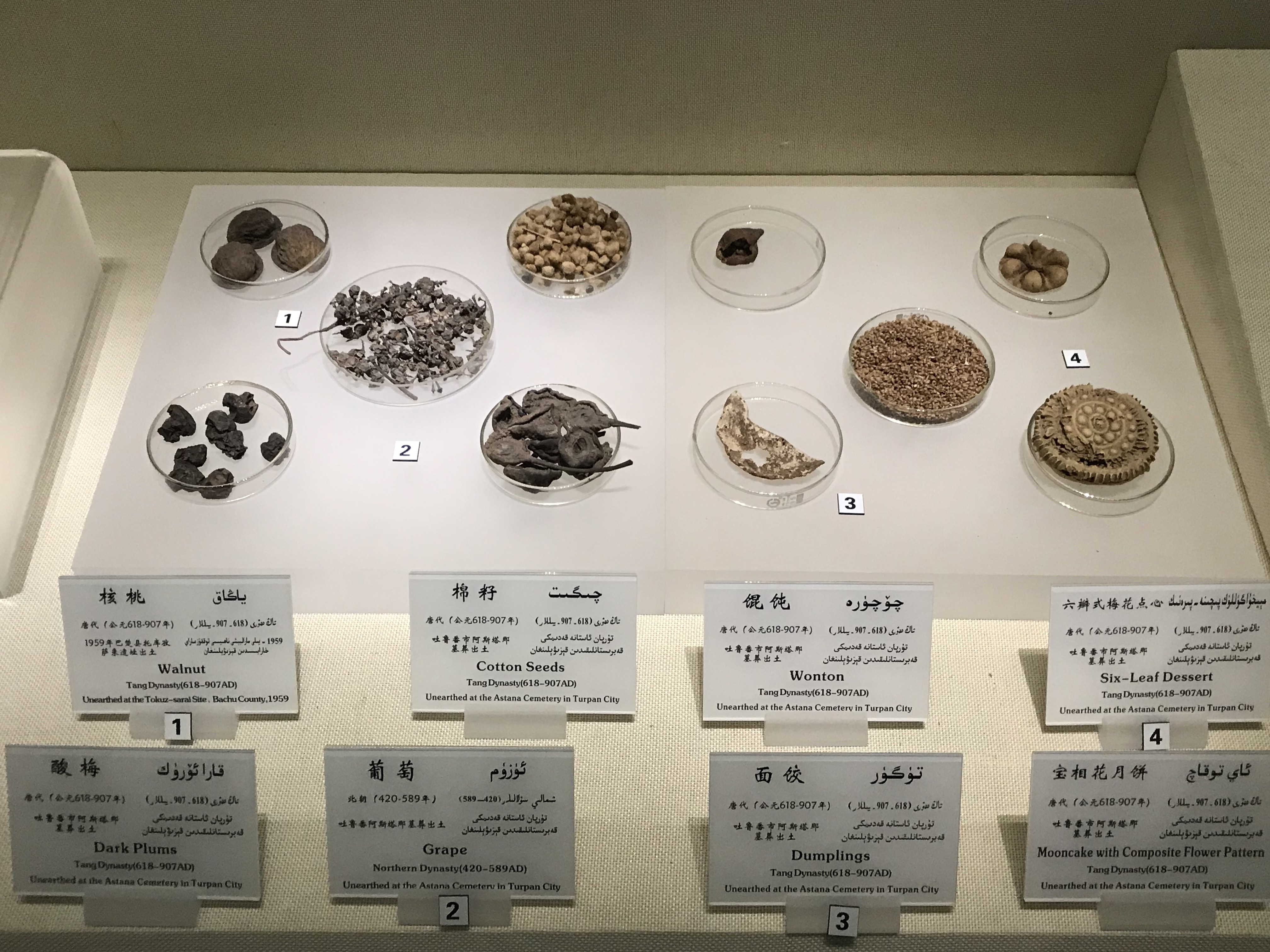
新疆博物馆内收藏的阿斯塔那古墓群中出土的曲曲儿（馄饨，右侧左上）

## 历史和现状
新疆地区的先民最晚在唐代就已经吃上类似现在曲曲儿的食物，吐鲁番市的晋到唐的阿斯塔那古墓群中曾经出土过类似曲曲儿的形似耳朵，皮薄有馅的文物身影。
如今在喀什地区等地方，曲曲儿依然在待客场所中频繁出现。在宴席上曲曲儿往往在抓饭、薄皮包子等主食上席后，成为最后上席的一道菜。曲曲儿也是维吾尔族群众庆祝生日、祝寿时习惯吃的食物之一。另外，每当到了春季，苜蓿刚开始发芽时，采摘苜蓿，包苜蓿曲曲儿也是新疆各地维吾尔族群众经常进行的活动。包好的苜蓿曲曲儿不仅可以供自家人食用，也可以送与亲朋好友和邻居以维系情谊。除了宴席或自家包曲曲儿外，像乌鲁木齐市、和田地区的洛浦县、吐鲁番市的艾丁湖乡等新疆很多地区的普通饭馆、夜市、巴扎也会售卖曲曲儿。2017年，在“中国美食走进联合国”活动中，曲曲儿作为新疆特色美食之一首次出现在了联合国总部中。2019年，和田地区美食文化协会曾发布该协会的团体标准《T/HTMS 0049-2019 和田传统小吃 曲曲热制作技艺》和《T/HTMS 0050-2019 和田传统小吃 玉米曲曲热制作技艺》。

## 制作
1984年出版的《维吾尔族食谱》（维吾尔文）中记载有11种曲曲儿制作方法。2007年，《饮食制作丛书·曲曲》（维吾尔文）由新疆人民出版社出版。最常见曲曲儿的馅料是剁碎的肥羊肉和洋葱碎末组成，主要用盐、胡椒粉、孜然粉、茵香粉和羊肉汤增味。曲曲儿皮是正方形薄片，包曲曲儿的技艺和汉族群众包馄饨的技艺大致相同，包好的曲曲儿形状是两头底部捏合的饺子形状，有的人也会将曲曲儿边捏出花纹，包好的曲曲儿个头不大，比红枣略大。煮曲曲儿的汤一般使用事先煮好的羊肉汤并会放入羊尾油丁，在煮熟盛出之前，会放入揉碎的香菜末和薄荷叶末。除了羊肉、苜蓿、玉米口味外，在和田地区还有一种将新鲜核桃仁碾碎，加洋葱条拌成馅的果仁曲曲儿。